# Urgel-Eugène Archambault
Urgel-Eugène Archambault, né le 20 mai 1834 à L'Assomption, dans le Bas-Canada, et décédé à Montréal le 20 mars 1904, est un instituteur et administrateur académique québécois. Il fonde l'École polytechnique de Montréal en 1873 et en est le premier directeur, restant en poste durant 31 ans, jusqu'à sa mort.

## Biographie
Urgel-Eugène Archambault est le fils d'un cultivateur, Louis Archambault. Il grandit dans le village de Saint-Jacques-de-l'Achigan où la famille s'installa au début de la décennie 1840, et commença à enseigner à l'âge de 17 ans. Le 1er octobre 1860, il épouse Marie-Phélonize-Azilda Robitaille. Ils auront 11 enfants, dont cinq mourront avant d'avoir atteint l'âge adulte. 
Sa sépulture est située dans le cimetière Notre-Dame-des-Neiges, à Montréal.